# Juan Gavajda
Juan Gavajda (19 settembre 1950) è un ex schermidore e maestro di scherma argentino.

## Biografia
Ha partecipato ai Giochi della XXI Olimpiade di Montréal nel 1976.

## Palmarès
In carriera ha conseguito i seguenti risultati:
- Giochi panamericani:

Città del Messico 1975: bronzo nella sciabola a squadre.